# 坂站
坂站（日语：／ Saka eki */?）是位於廣島縣安藝郡坂町，屬於西日本旅客鐵道（JR西日本）的吳線車站。車站編號為JR-Y06。

## 歷史
- 1903年（明治36年）12月27日 - 官設鐵道海田市站至吳站之間開通，此站啟用。
- 1904年（明治37年）12月1日 - 路線租借給山陽鐵道，成為山陽鐵道車站。
- 1906年（明治39年）12月1日 - 隨著山陽鐵道被國有化（日语：鉄道国有法），再次成為官設鐵道車站。
- 1909年（明治42年）10月12日 - 制定路線名稱，成為吳線車站。
- 1976年（昭和51年）6月1日 - 終止貨物起卸業務。
- 1978年（昭和53年）3月 - 開始車站大樓翻新工程。
- 1979年（昭和54年）1月22日 - 鋼筋混凝土製的地面車站大樓（第二代）落成。
- 1987年（昭和62年）4月1日 - 伴隨國鐵分割民營化，車站由西日本旅客鐵道（JR西日本）營運。
- 1989年（平成元年）3月11日 - 在JR接管後，首次設有折返列車運行。
- 1992年（平成4年）11月1日 - 開設綠色窗口[1]。
- 1999年（平成11年）
  - 7月15日 - 跨站式站房啟用，南北閘外自由通道完工[2]。
  - 9月 - 隨著工程取得進展，臨時車站大樓啟用，大樓內設有單車停泊處。
- 2000年（平成12年）7月21日 - 跨站式站房（第三代），南北閘外自由通道「朝顏路」完成[3]。連接2、3號月台與大堂的升降機開始使用[注 1][4]
- 2001年（平成13年）6月1日 - 單車停泊處開始收費[5]。
- 2002年（平成14年）10月5日 - 其於上行列車出發月台，1號月台變為2號月台。
- 2004年（平成16年）
  - 9月1日 - 坂站南出口綜合設施（坂町立圖書館、坂站單車等停車場）工程開始[6]。隨著南出口第1單車等單車場暫停使用，臨時單車等停車場開始使用[7]。
  - 10月16日 - 成為快速「安藝路快車」的停車站。
- 2005年（平成17年）4月1日 - 坂站南出口綜合設施（坂町立圖書館、坂站單車等停車場）工程完成。設施連接「朝顏路」。南出口第2與臨時單車等停車場廢止[8]。
- 2007年（平成19年）
  - 5月25日 - 車站內設置了可支援ICOCA的自動閘機（2座）。
  - 9月1日 - 此站開始可以使用IC卡「ICOCA」。
- 2008年（平成20年）4月1日 - 隨著綠色售票機（日语：みどりの券売機）開始運作，綠色窗口的營業時間縮短。引入窗口中途休息時間[注 2][9]。
- 2009年（平成21年）
  - 3月4日 - 1號月台與大堂之間加設升降機，此站完成無障礙工程[注 1]。
  - 3月14日 - 閘口和月台的LED發車標開始運作。在約6年半後，除了於此站為終點站的列車外，所有上行列車均再次使用1號月台。下行部分前往吳方向的使用均使用2號月台。於日間的1往返班次取消（取消前該班次於學校假期暫停服務，只在星期一至五行走）。
- 2010年（平成22年） - 此站的管理車站由吳站變為西條站。
- 2018年（平成30年）
  - 4月1日 - 此站變為業務委託車站，委托JR西日本廣島Maintec（日语：JR西日本広島メンテック）負責車站業務。
  - 7月6日 - 發生雨災使車站暫停營業。
  - 8月2日 - 此站至海田市站之間重開[10][11]。
  - 9月9日 - 廣站至此站之間重開[注 3][13]。

## 車站構造
本站是地面車站，設有2面3線的混合式月台與跨站式站房，可進行列車交會。1號月台為單式月台，2號與3號月則台是島式月台。此站是由西條站管理的業務委託車站，並委托JR西日本廣島Maintec負責車站業務。此站可使用ICOCA與其可互相使用的IC卡。

### 月台
| 月台 | 路線 | 上下行 | 方向             | 備註                            |
| ---- | ---- | ------ | ---------------- | ------------------------------- |
| 1    | 吳線 | 上行   | 吳、竹原方向     |                                 |
| 2、3 | 吳線 | 下行   | 海田市、廣島方向 | 從此站出發的列車主要使用2號月台 |

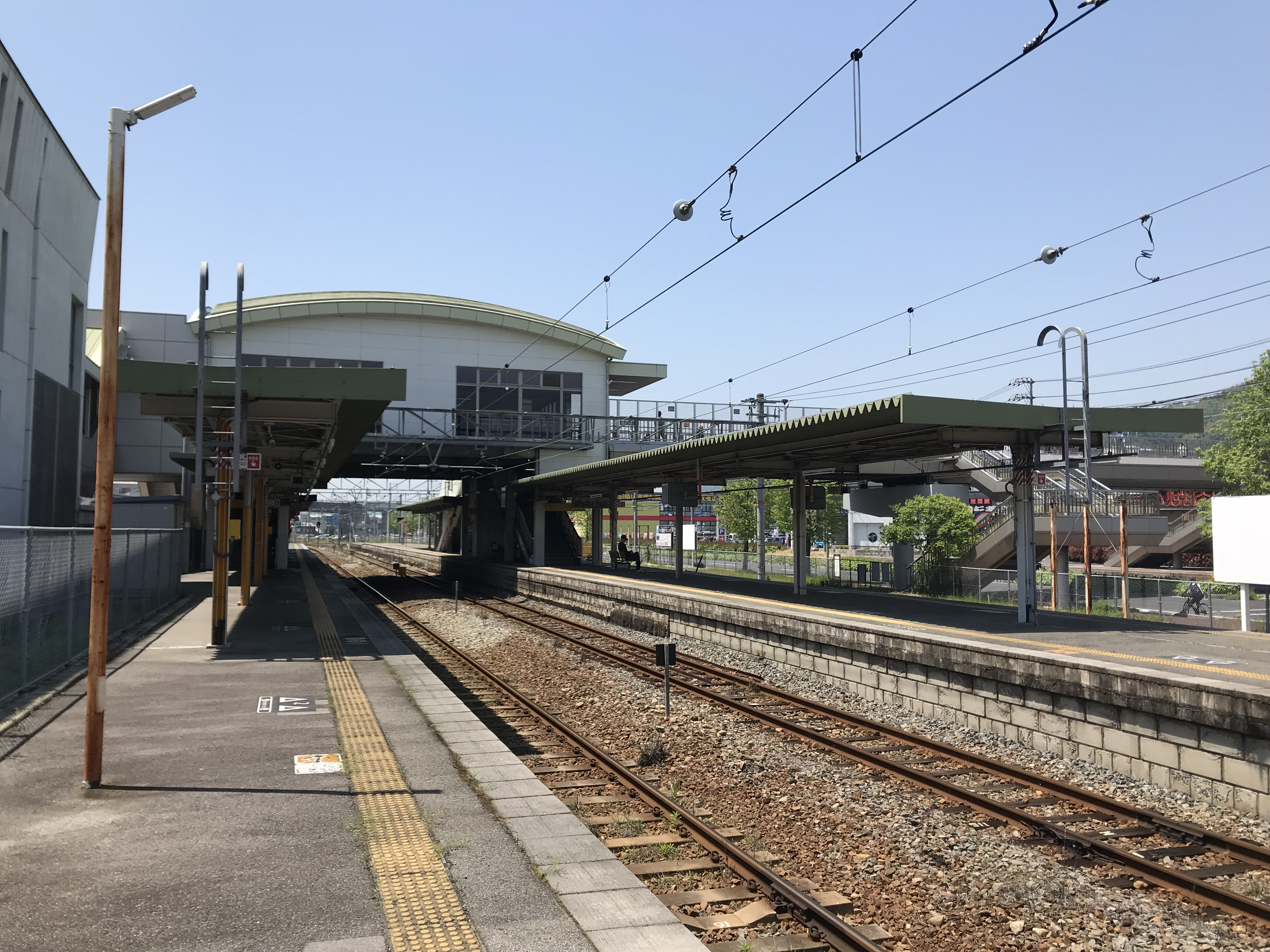
1號月台是上行本線，3號月台是下行本線，2號月台是上下行共用的待避線（中線）。
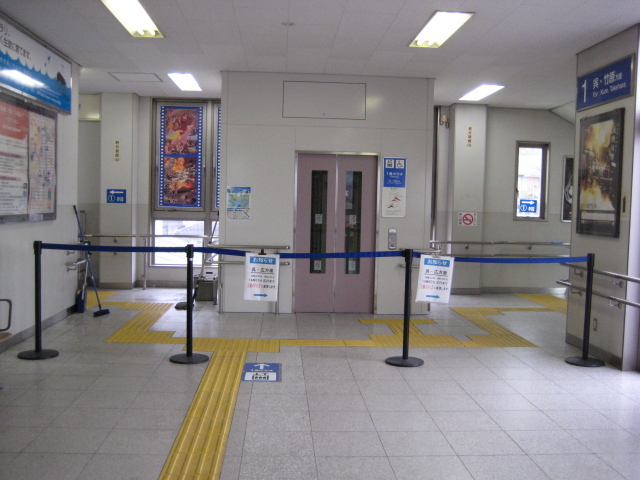
在2002年10月5日至2009年3月13日之間，於日間時段沒有列車使用1號月台。 （2009年3月）
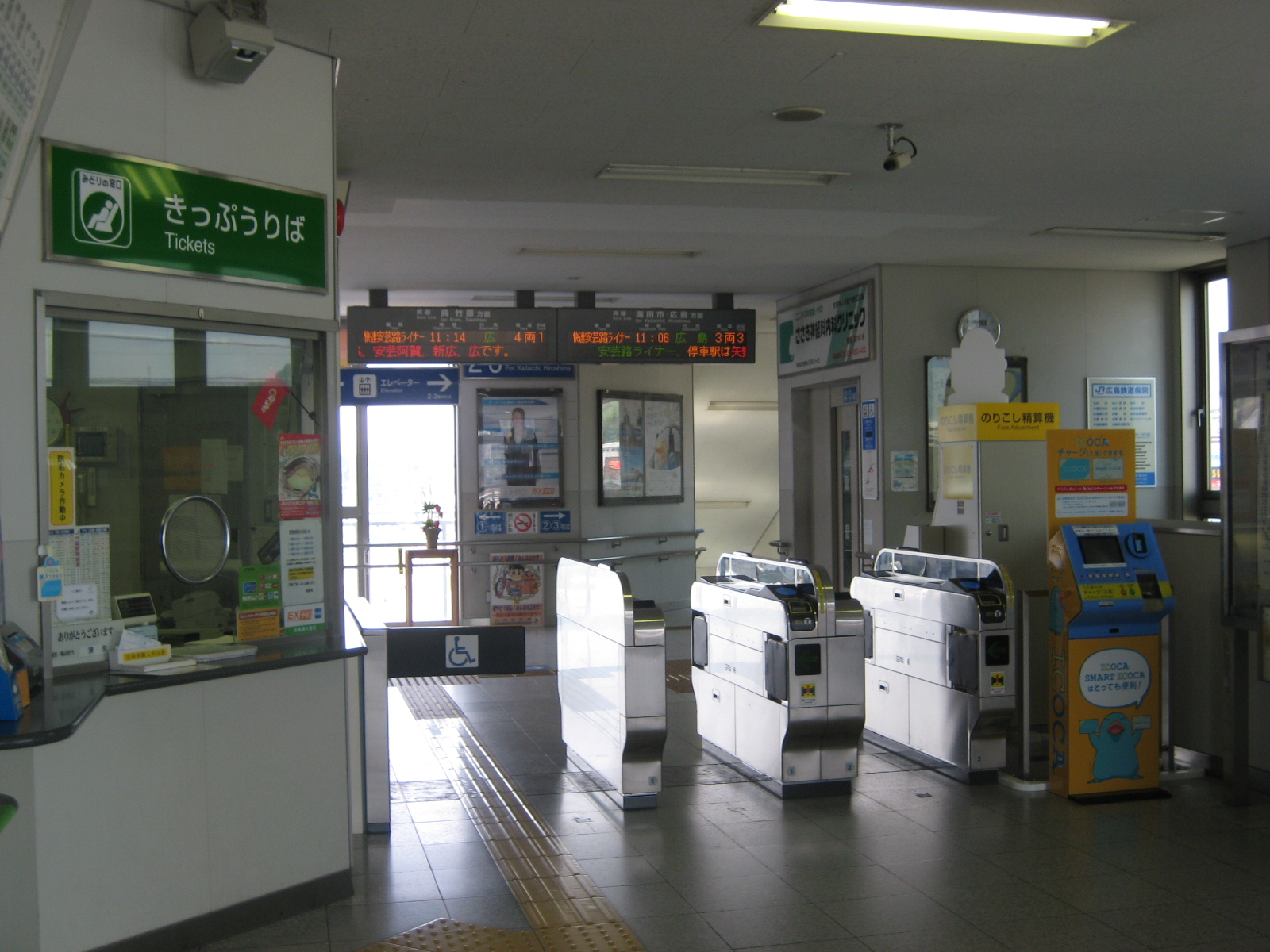
驗票閘口（2009年8月）

- 在通過列車中，上行列車會是使用1號月台，下行列車會使用3號月台。
- 2號月台在吳方向和廣島方向兩方向設置了出發信號機。
- 2號月台主要用作於此站折返列車使用。另外為了路軌維護，每日設有2班來自吳方向列車會使用2號月台[注 5]。
- 3號月台外邊設有1條側線，用作停泊維護路軌車輛之用，該側線只向矢野一方的3號月台匯合。
- 在此站的進站音樂中，1號月台的進站音樂與廣島站4、9號月台的進站音樂相同，2、3號月台的進站音樂與廣島站2、7號月台的進站音樂相同。

| 月台 | 路線  | 上下行 | 方向                               |
| ---- | ----- | ------ | ---------------------------------- |
| 1    | □吳線 | 上行   | （只有通過列車使用，因此月台關閉） |
| 2    | ■吳線 | 上行   | 吳、竹原方向                       |
| 3    | ■吳線 | 下行   | 海田市、廣島方向                   |

- 上行（吳方向）列車中，日間時段（9時至14時時段）從廣島站出發的定期列車[注 7]會使用2號月台。
- 此站鄰近中學[注 8]、高校、大學會有許多學生使用列車上學。因此，在放學時段中，設有來往廣島至坂之間的短距離普通列車班次。在2009年3月前，於學校假期時期，放學時段的額外列車會暫停服務。

- 月台（2018年4月）
- 在2002年10月5日至2009年3月13日之間，於日間時段沒有列車使用1號月台。
（2009年3月）
- 驗票閘口（2009年8月）

## 使用狀況
以下為1日平均乘車人次：
| 年度               | 1日平均 乘車人次 | 參考資料      |
| ------------------ | ---------------- | ------------- |
| 2000年（平成12年） | 3,176            | [ 15 ]        |
| 2001年（平成13年） |                  |               |
| 2002年（平成14年） | 2,521            | [ 16 ]        |
| 2003年（平成15年） |                  |               |
| 2004年（平成16年） |                  |               |
| 2005年（平成17年） |                  |               |
| 2006年（平成18年） | 2,971            | [ 4 ]         |
| 2007年（平成19年） |                  |               |
| 2008年（平成20年） |                  |               |
| 2009年（平成21年） |                  |               |
| 2010年（平成22年） |                  |               |
| 2011年（平成23年） | 3,236            | [ 17 ]        |
| 2012年（平成24年） | 3,286            | [ 17 ]        |
| 2013年（平成25年） | 3,290            | [ 18 ] [ 19 ] |
| 2014年（平成26年） | 3,189            | [ 17 ]        |
| 2015年（平成27年） | 3,199            | [ 17 ] [ 20 ] |
| 2016年（平成28年） | 3,257            | [ 17 ]        |
| 2017年（平成29年） | 3,373            | [ 17 ]        |
| 2018年（平成30年） | 3,317            | [ 17 ]        |

## 車站周邊

### 南出口
- 坂町立圖書館（第3、4層） （页面存档备份，存于）、坂駅單車等停車場（第1、2層）綜合設施
- Sunstar Hall （页面存档备份，存于）（日語）
- 坂町立坂公民館 （页面存档备份，存于）（日語）
- 坂町立坂小學 （页面存档备份，存于）
- 坂町保健中心
- 豐田內科醫院
- 三登醫院、三登齒科醫院

### 北出口
- 國道31號
- 廣島縣道275號坂小屋浦線（日语：広島県道275号坂小屋浦線）
- 廣島吳道路 坂北交流道
- 坂町循環巴士（日语：坂町循環バス）坂站前巴士站
- 中國電力坂體育設施（日语：中国電力坂グラウンド）
- 中國電力坂發電站
- 廣島縣警察（日语：広島県警察）機動隊
- 廣島縣警察學校
- 廣島文化學園大學坂校園
- 廣島翔洋高等學校（日语：広島翔洋高等学校）
- 坂町立坂中學
- 坂町立橫濱小學
- 渚若竹保育園
- 坂町公所
- 坂町町民中心 （页面存档备份，存于）（日語）
- 坂・渚公園 （页面存档备份，存于）（日語）
  - 基拉里・坂渚公園 （页面存档备份，存于）（日語）
- 坂郵局（日语：坂郵便局）
- 海田警署（日语：海田警察署）坂派出所
- 廣島市安藝消防署 （页面存档备份，存于）坂消防署
- ZAG ZAG（日语：ザグザグ） 坂店
- DCM大龜坂店
- Palty Fuji坂（日语：フジグラン安芸#パルティ・フジ坂）〈綜合型商業設施〉
- La Mu（日语：大黒天物産）坂店　※2016年4月7日開幕
- Wants坂店　※2016年4月15日開幕

## 相鄰車站
西日本旅客鐵道（JR西日本）
 吳線
■快速「通勤快車」
通過
■快速「安藝路快車」
吉浦（JR-Y12）－坂（JR-Y06）－矢野（JR-Y05）
■普通
水尻（JR-Y07）－坂（JR-Y06）－矢野（JR-Y05）

## 注腳

## 外部連結
- 坂｜車站資訊：JR出門網 - 西日本旅客鐵道（日語）